# 745-й истребительный авиационный полк
745-й истребительный авиационный полк (745-й иап) — воинская часть Военно-воздушных сил (ВВС) Вооружённых Сил РККА, принимавшая участие в боевых действиях Великой Отечественной войны.

## Наименования полка
За весь период своего существования полк несколько раз менял своё наименование:
- 161-й истребительный авиационный полк
- 425-й истребительный авиационный полк
- 745-й истребительный авиационный полк
- 745-й смешанный авиационный полк

## Создание полка
745-й истребительный авиационный полк 1 января 1942 года переименован из 425-го истребительного авиационного полка

## Переформирование полка
745-й истребительный авиационный полк 10 мая 1942 года в связи с пополнением экипажами самолётов У-2 был переформирован в 745-й смешанный авиационный полк по штату 015/256 (1-я эскадрилья на ЛаГГ-3, 2-я аэ на У-2).

## В действующей армии
В составе действующей армии:
- с 19 марта 1942 года по 17 мая 1942 года.

## Командиры полка
- майор Кулинич Антон Митрофанович[3], 01.01.1942 — 10.05.1942

## В составе соединений и объединений
| Период        | Фронт (округ)            | армия                           | дивизия                                      | примечание                                                  |
| ------------- | ------------------------ | ------------------------------- | -------------------------------------------- | ----------------------------------------------------------- |
| 01.01.1942 г. | Московский военный округ | ВВС Московского военного округа | 2-й запасной истребительный авиационный полк | станция Сейма Горьковской области, переименован в 745-й иап |
| 19.03.1942 г. | Западный фронт           | 50-я армия                      | ВВС 50-й армии                               | ЛаГГ-3                                                      |
| 27.03.1942 г. | Западный фронт           | ВВС фронта                      | 4-я ударная авиационная группа               | ЛаГГ-3                                                      |
| 10.05.1942 г. | Западный фронт           | ВВС фронта                      | 4-я ударная авиационная группа               | переформирован в смешанный авиационный полк                 |

## Участие в операциях и битвах
- Ржевско-Вяземская операция — с 18 марта 1942 года по 20 апреля 1942 года.

## Самолёты на вооружении
| Период                  | Самолёты |
| ----------------------- | -------- |
| 01.01.1942 — 19.02.1943 | ЛаГГ-3   |
| 10.05.1942 — 19.02.1943 | У-2      |